# Kanton Mayet
Der Kanton Mayet war von 1790 bis 2015 ein französischer Wahlkreis im Arrondissement La Flèche, im Département Sarthe und in der Region Pays de la Loire; sein Hauptort war Mayet.

## Geografie
Der Kanton Mayet lag im Mittel 68 Meter über Normalnull, zwischen 37 Meter in Aubigné-Racan und 164 Meter in Mayet.
Der Kanton lag im Süden des Départements Sarthe. Er grenzte im Norden an den Kanton Écommoy, im Osten an den Kanton Château-du-Loir, im Süden an den Kanton Le Lude und im Westen an den Kanton Pontvallain. 

## Gemeinden
Der Kanton Mayet bestand aus sieben Gemeinden:
| Gemeinde          | Einwohner Jahr | Fläche km² | Bevölkerungsdichte | Code INSEE | Postleitzahl |
| ----------------- | -------------- | ---------- | ------------------ | ---------- | ------------ |
| Aubigné-Racan     | 2.157 (2013)   | 32,03      | 67 Einw./km²       | 72013      | 72800        |
| Coulongé          | 553 (2013)     | 15,05      | 37 Einw./km²       | 72098      | 72800        |
| Lavernat          | 633 (2013)     | 22,64      | 28 Einw./km²       | 72160      | 72500        |
| Mayet             | 3.223 (2013)   | 53,96      | 60 Einw./km²       | 72191      | 72360        |
| Sarcé             | 292 (2013)     | 10,99      | 27 Einw./km²       | 72327      | 72360        |
| Vaas              | 1.536 (2013)   | 30,14      | 51 Einw./km²       | 72364      | 72500        |
| Verneil-le-Chétif | 619 (2013)     | 14,81      | 42 Einw./km²       | 72369      | 72360        |

## Bevölkerungsentwicklung
| 1962 | 1968 | 1975 | 1982 | 1990 | 1999 | 2006 |
| ---- | ---- | ---- | ---- | ---- | ---- | ---- |
| 8949 | 8828 | 8437 | 8058 | 8111 | 8340 | 8994 |